# Brachypterus nigropiceus
Brachypterus nigropiceus is een keversoort uit de familie bastaardglanskevers (Kateretidae). De wetenschappelijke naam van de soort werd in 1905 gepubliceerd door Antoine Henri Grouvelle.